# Arblade-le-Bas
 Arblade-le-Bas  là một xã thuộc tỉnh Gers trong vùng Occitanie tây nam nước Pháp. Xã này có độ cao trung bình 151 mét trên mực nước biển.